# Litaneutria
Litaneutria is een monotypisch geslacht van bidsprinkhanen uit de  familie van de Mantidae. 

## Soort
- Litaneutria minor